# Stadionul din Nablus
Stadionul din Nablus este un stadion de fotbal din orașul Nablus, Palestina, cu o capacitate de 30.000 de locuri. Este stadionul de casă al clubului al-Ittihad. Acesta este primul stadion din Palestina, fiind construit în 1950 și reconstruit în 2009.